# 盛泽田
盛泽田（1973年11月15日—），安徽省淮北市人，中国著名男子摔跤运动员，第一位夺得奥运会摔跤项目奖牌的中国选手。
盛澤田1985年开始接受摔跤专业训练，次年被选入安徽省队，1987年进入上海体育学院学习古典式摔跤。1992年，盛泽田在巴塞罗那奥运会上获得了57公斤级铜牌。在之后的亚特兰大奥运会和悉尼奥运会上，他又两度蝉联铜牌。
悉尼奥运会后，盛泽田退役，在上海体院执教，后曾短暂复出，但在未取得2004年夏季奥林匹克运动会参赛资格后彻底退休。2006年，盛泽田升任中国古典式摔跤队教练组组长。